# Teratozephyrus
Teratozephyrus is een geslacht van vlinders van de familie Lycaenidae, uit de onderfamilie Theclinae.

## Soorten
- T. arisanus (Wileman, 1911)
- T. tsangkie (Oberthür, 1886)